# Мет Дохерти
Мет Дохерти (енгл. Matt Doherty; 16. јануар 1992) јесте ирски професионални фудбалер који игра на позицији десног бека за Вулверхемптон вондерерсе и репрезентацију Републике Ирске.
Дохерти је 2010. потписао за Вулверхемптон вондерерсе, који је током предсезоне играо са својим ирским клубом Бохимијан. Стекао је сениорско фудбалско искуство са позајмицама у Хибернијан-у, и Бери-у, пре него што је почео редовно да учествује у првом тиму Вукова. Дохерти је требало да буде играч Вукова десет година (2010–2020) и упише 302 наступа за клуб у свим такмичењима. Након што је представљао Репрезентацију Републике Ирске до 21 године, Дохерти је примио први позив у сениорски тим Републике Ирске 2016. године.

## Клупска каријера

### Вулверхемптон вондерерси
Дохерти је био примећен од стране Вулверхемптона док је играо за Бохимијан у пред сезонску утакмицу против њих Јула 2010. Упркос томе што никада није играо прву екипу за Бохс, позван је на суђење и убрзо је потписао двогодишњи уговор (са опцијом наредне године) да се пресели у енглески клуб за пријављену накнаду од 75.000 £.
Дефанзивац је дебитовао у Вуковима 8. јануара 2011. у ФА купу против Донкастер роверс-а.
У јануару 2012. Дохерти је позајмљен клубу Шкотске Премијер Лиге Хибернијан за други део сезоне 2011–12. Овде је играо у свакој одбрамбеној позицији, мада је преференција била десни бек. Након што је дебитовао у победи од 1: 0 против Килмарнок-а 4. фебруара у Шкотском Купу, наставио је укупно 17 наступа за клуб, у којима је два пута постигао гол. Његова последња утакмица позајмице била је финале Шкотског купа 2012. године, против Единбурговог дерби ривала Хартс-а, где је Хибс изгубио 1–5.
У октобру 2012. Дохерти је поново позајмљен, придруживши се клубу Енглеске Прве Лиге Бери у тромесечном уговору. Два дана касније, Дохерти је дебитовао за Бери, поразом од Свиндон Таун-а од 0: 1, у првом од 22 наступа за клуб. Утврдио се у првом тиму, играјући на позицији десног бека и зарађујући похвале од менаџера Кевина Блеквола. Међутим, финансијске невоље у Бери-у значиле су да су њихови позајмљени играчи, попут Дохертија, враћени у матичне клубове у јануару 2013.
Када је Дин Сондерс именован за менаџера Вукова у јануару 2013. године, Дохерти је убрзо промовисан у редовног десног бека клуба и наступао је током последњих месеци сезоне 2012-13, док се тим неуспешно борио да избегне друго узастопно испадање.
Голом Дохертија против Фулама у Молињу током кампање 2015–16 додељен је најбољи гол клуба у сезони.
26. септембра 2017, објављено је да је Дохерти потписао нови уговор задржавајући га у Вукове до лета 2021.
Пред крај кампање 2017–18, Вукови су промовисани назад у Премијер лигу након шестогодишњег одсуства.
Дохерти је постигао свој први гол у Премијер лиги за Вукове (на свом деветом наступу у Премијер лиги) 6. октобра 2018. у Кристал палас-у, пошто је тим победио са 1: 0. Два дана касније објављено је да је Дохерти освојио награду навијача за играча месеца Премијер лиге од Удружења Професионалних Фудбалера септембра 2018. године, поставши тек четврти играч Ирске који је освојио ову награду у историји Премијер лиге.
Дохерти је постигао свој други гол у Премијер лиги за Вукове на свом 200. наступу у клубу 30. новембра 2018. године у Кардиф Сити-у у поразу од 2–1.
Објављено је 15. фебруара 2019. године, да је Дохерти потписао нови уговор који ће га задржати у Вулверхемптон вондерерсе до лета 2023.
Дохерти је постигао свој четврти гол у Премијер лиги и први гол у Премијер лиги постигнут у Молинеу, у победи Арсенала од 3:1, првој победи Вукова против Арсенала од 1979. године, 24. априла 2019. Дохерти је постигао први погодак Вулверхемптон вондерерса у победи од 4:0 у свом дебитантском наступу у европском такмичењу у квалификационом трећем колу УЕФА Лиге Европе против ФК Пјуника из Јерменије, 8. августа 2019.
Пишући у часопису "The Guardian" у децембру 2019, Паул Доил прогласио је Дохертија најбољим играчем Вукова ове деценије. Дохерти је обележио свој 300. наступ за Вукове (у свим такмичењима) у последњој лигашкој утакмици сезоне 2019–20 на гостовању у Челсију 26. јула 2020.
Дохертијев 302. и последњи наступ за Вукове пре преласка у Тотенхем Хотспер 30. августа 2020. године, након десет година у Вулверхемптон вондерерсе, био је са Вуковима четвртфиналу УЕФА Лиге Европе 2019–20 против Севиље 11. августа 2020.

#### Тотенхем хотспер
30. августа 2020. Доеерти је потписао уговор за Тотенхем Хотспер на четворогодишњи уговор за необјављену суму. Дебитовао је 13. септембра у поразу од Евертона од 1-0.

## Интернационална каријера
Дохерти је играо за фудбалску репрезентацију Републике Ирске до 19 година. У мају 2012. године стављен је у стање приправности за млађе од 21 годину.
Дохерти је добио први позив у сениорски тим Републике Ирске 11. марта 2016, за ирске пријатељске утакмице против Швајцарске и Словачке. У сениорском дебију дебитовао је 23. марта 2018. године у поразу од Турске од 1: 0, улазећи као замена за капитена Шејмуса Коулмана. Наступио је за Ирску по први пут у стратних 11 на републичком мечу УЕФА Лиге нација са Данском у Даблину 13. октобра 2018, само неколико дана након што је постао тек четврти играч Републике Ирске у историји Премијер лиге да освоји награду навијача за играча месеца Премијер лиге од Удружења професионалних фудбалера.
Фудбалски савез Ирске је 16. новембра 2020. објавио да је Дохерти био позитиван на КОВИД-19, док је тим био на међународној паузи.
Дохерти је такође имао право да игра за Холандију, јер је његова мајка Холанђанка.

## Статистика каријере
| Клуб                     | Сезона  | Лига                  | Лига    | Лига   | Национални Куп | Национални Куп | Лига Куп | Лига Куп | Друго   | Друго  | Укупно  | Укупно |
| Клуб                     | Сезона  | Дивизија              | Наступи | Голови | Наступи        | Голови         | Наступи  | Голови   | Наступи | Голови | Наступи | Голови |
| ------------------------ | ------- | --------------------- | ------- | ------ | -------------- | -------------- | -------- | -------- | ------- | ------ | ------- | ------ |
| Вулверхемптон вондерерси | 2010–11 | Премијер Лига         | 0       | 0      | 1              | 0              | 0        | 0        | —       | —      | 1       | 0      |
| Вулверхемптон вондерерси | 2011–12 | Премијер Лига         | 1       | 0      | 1              | 0              | 3        | 0        | —       | —      | 5       | 0      |
| Вулверхемптон вондерерси | 2012–13 | Првенство             | 13      | 1      | 0              | 0              | 0        | 0        | —       | —      | 13      | 1      |
| Вулверхемптон вондерерси | 2013–14 | Прва лига             | 18      | 1      | 0              | 0              | 1        | 0        | 1       | 0      | 20      | 1      |
| Вулверхемптон вондерерси | 2014–15 | Првенство             | 33      | 0      | 2              | 0              | 1        | 0        | —       | —      | 36      | 0      |
| Вулверхемптон вондерерси | 2015–16 | Првенство             | 34      | 2      | 1              | 0              | 3        | 0        | —       | —      | 38      | 2      |
| Вулверхемптон вондерерси | 2016–17 | Првенство             | 42      | 4      | 3              | 1              | 2        | 0        | —       | —      | 47      | 5      |
| Вулверхемптон вондерерси | 2017–18 | Првенство             | 45      | 4      | 2              | 0              | 0        | 0        | —       | —      | 47      | 4      |
| Вулверхемптон вондерерси | 2018–19 | Премијер Лига         | 38      | 4      | 6              | 4              | 1        | 0        | —       | —      | 45      | 8      |
| Вулверхемптон вондерерси | 2019–20 | Премијер Лига         | 36      | 4      | 2              | 0              | 1        | 0        | 11      | 3      | 50      | 7      |
| Вулверхемптон вондерерси | Укупно  | Укупно                | 260     | 20     | 18             | 5              | 12       | 0        | 12      | 3      | 302     | 28     |
| Хибернијан (позајмица)   | 2011–12 | Шкотска Премијер лига | 13      | 2      | 4              | 0              | —        | —        | —       | —      | 17      | 2      |
| Бери (позајмица)         | 2012–13 | Прва лига             | 17      | 1      | 3              | 1              | —        | —        | 2       | 1      | 22      | 3      |
| Тотенхем Хотспер         | 2020–21 | Премијер Лига         | 6       | 0      | 0              | 0              | 0        | 0        | 7       | 0      | 13      | 0      |
| Укупно                   | Укупно  | Укупно                | 296     | 23     | 25             | 6              | 12       | 0        | 21      | 4      | 354     | 33     |

#### Репрезентација
| Репрезензација  | Година | Наступи | Голови |
| --------------- | ------ | ------- | ------ |
| Република Ирска | 2018   | 5       | 0      |
| Република Ирска | 2019   | 4       | 1      |
| Република Ирска | 2020   | 7       | 0      |
| Укупно          | Укупно | 16      | 1      |